# Гай Ливий Друз
Гай Ли́вий Друз (лат. Gaius Livius Drusus; умер после 147 года до н. э.) — римский военачальник и политический деятель из аристократического плебейского рода Ливиев, консул 147 года до н. э. Претендовал на командование в Третьей Пунической войне, но был вынужден уступить Публию Корнелию Сципиону Эмилиану (предположительно своему двоюродному брату).

## Биография
Согласно Капитолийским фастам, Гай Ливий был сыном Марка Ливия Эмилиана, принадлежавшего по рождению к патрицианскому роду Эмилиев. Предположительно Марк Ливий был братом по крови Луция Эмилия Павла Македонского, взятым в семью плебея Марка Ливия Салинатора (консула 219 и 207 годов до н. э.). Это первый случай усыновления патриция плебеем, упоминающийся в источниках.
Исходя из требований Закона Виллия, не позже 150 года до н. э. Гай Ливий должен был занимать должность претора. Первое упоминание о нём в источниках относится к 148 году до н. э., когда Друз выдвинул свою кандидатуру в консулы. В это время шла Третья Пуническая война, причём Рим вёл её не слишком удачно: в течение двух кампаний не удалось не только взять Карфаген, но даже добиться перелома в войне. Поэтому народное собрание решило вопреки установленному порядку избрать консулом и направить в Африку предполагаемого двоюродного брата Друза Публия Корнелия Сципиона Эмилиана, зарекомендовавшего себя как способный военачальник, хотя этот нобиль ещё не достиг необходимого возраста и не прошёл промежуточные стадии карьеры. Оба были избраны. Марк Ливий всё же потребовал распределить провинции путём жеребьёвки, видимо, тоже претендуя на командование в войне с Карфагеном, но его требование было отвергнуто либо вотумом комиций, либо особым постановлением сената. В результате в Африку отправился Сципион Эмилиан. В историографии эти события ставят в один смысловой ряд с борьбой за командование в Антиоховой войне в 190 году до н. э., в которой тоже победил один из Сципионов.
Комментатор Вергилия Мавр Сервий Гонорат упоминает некоего сына Марка Друза, который уже в детские годы стяжал воинскую славу. Согласно одной из гипотез, имеется в виду именно Гай Ливий Друз, консул 147 года до н. э. Какие-либо подробности остаются неизвестными.
У Гая Ливия было по крайней мере двое сыновей. Старший, Гай Ливий Друз, был выдающимся юристом, но политическую карьеру не сделал из-за слепоты. Второй сын, Марк Ливий Друз, стал коллегой по трибунату Гая Семпрония Гракха, консулом 112 года до н. э. и отцом знаменитого народного трибуна того же имени.